# Davit Devdariani
Davit Devdariani (in georgiano დავით დევდარიანი?; Tbilisi, 28 ottobre 1987) è un ex calciatore georgiano, di ruolo attaccante.

## Carriera

### Club
Nella stagione 2004-2005 ha giocato 2 partite nella prima divisione georgiana. Nella stagione 2006-2007 ha fatto parte della rosa del Dunkerque, club della quarta divisione francese.
Con la maglia dell'Aarhus ha totalizzato complessivamente 85 presenze e 9 reti nella prima divisione danese, oltre a 20 presenze e 9 reti in seconda divisione (queste ultime tutte nel corso della stagione 2010-2011, nella quale la sua squadra ha anche vinto il campionato). Nel corso dei suoi 7 anni di militanza nel club danese ha inoltre giocato anche 2 partite nei turni preliminari di Europa League, entrambe nell'edizione 2012-2013 del torneo.

### Nazionale
Tra il 2008 ed il 2012 ha giocato complessivamente 6 partite con la maglia della nazionale georgiana (4 amichevoli e 2 incontri di qualificazione ai Mondiali del 2014, rispettivamente contro Finlandia e Bielorussia).

## Palmarès

### Club

#### Competizioni nazionali
- 1. Division: 1

Aarhus: 2010-2011